# Slovenské Beskydy
Slovenské Beskydy je souhrnné označení pro pohoří či geomorfologické jednotky, které mají v názvu Beskydy a leží alespoň částečně na Slovensku. Slovenské Beskydy samy nejsou geomorfologickou jednotkou na žádné úrovni.
Beskydy se nazývá řada pohoří na Moravě, ve Slezsku, v Polsku a na Slovensku. Většina z nich patří do geomorfologické subprovincie Vnější Západní Karpaty, pouze Nízke Beskydy podle slovenského geomorfologického členění už patří do Vnějších Východních Karpat. Odlišný je přístup polského geomorfologického členění, které řadí pod Beskydy i Ukrajinské Karpaty (Poloniny).